# 扎利夏 (卡緬涅茨-波多利斯基區)
49°4′11″N 26°24′39″E / 49.06972°N 26.41083°E
扎利夏（羅馬化：Zalissia）是烏克蘭西部的村莊，隸屬赫梅利尼茨基州的卡緬涅茨-波多利斯基區。該村始建於1493年，面積0.69平方公里，海拔高度332米，2001年人口260，人口密度每平方公里379人。